# Tessa Ganserer
Tessa Ganserer (Zwiesel, 16 de maio de 1977) é uma política alemã filiada ao partido Aliança 90/Os Verdes. Ela serviu como membro do Parlamento Regional da Baviera desde 7 de outubro de 2013, representando a Média Francónia. Durante as eleições federais alemãs de 2021, Tessa Ganserer foi eleita para o Bundestag, representando o estado da Baviera. Ela tomará posse em 26 de outubro de 2021. Em 2018, Ganserer tornou-se uma mulher transgênero, tornando-se a primeira pessoa abertamente transgênero em um estado ou parlamento federal alemão.

## Biografia
Tessa Ganserer nasceu em 16 de maio de 1977 em Zwiesel, na Baviera. Ela estudou silvicultura e engenharia na Universidade de Ciências Aplicadas de Weihenstephan-Triesdorf, graduando-se em 2005. Mais tarde naquele ano, ela trabalhou como funcionária do político alemão Christian Magerl.
Tessa Ganserer pertence ao Aliança 90/Os Verdes, um partido político de centro-esquerda centrado no ambientalismo, cuja filiação ocorreu em 1998. Ela concorreu a uma vaga no Parlamento Regional da Baviera em 2008, mas não teve sucesso. Em 2013, ela foi eleita no distrito eleitoral de Nuremberg Norte para uma cadeira no Parlamento bavário. Ela fez parte dos comitês de Assuntos Econômicos e de Mídia, Infraestruturas, Construção e Transporte, Energia e Tecnologia, atuando também como Vice-Presidente do Serviço Público de 2013 até 2018.
Em dezembro de 2018, Ganserer se tornou uma mulher transgênero, tornando-se a primeira membro do Parlamento da Baviera e de um parlamento alemão a ser abertamente transgênero. Ela fez sua primeira aparição pública como mulher em uma entrevista coletiva em Munique, em 14 de janeiro de 2019. Ilse Aigner, membro da União Social Cristã na Baviera e presidente do Parlamento da Baviera, apoiou Tessa Ganserer em sua transição, e deu-lhe as boas-vindas ao parlamento como mulher.
Nas Eleições Federais Alemãs de 2021, Tessa Ganserer foi eleita para o Bundestag por seu partido. No entanto, como ela não alterou seu nome legal em protesto contra o Ato Transsexual Alemão, que exige avaliações psicológicas invasivas para alterar as referências de nome e gênero, ela foi forçada a aparecer na cédula de votação com seu nome de batismo. Junto com sua colega de partido, Nyke Slawik, Tessa Ganserer se tornou a primeira pessoa abertamente transgênero eleita para o Parlamento alemão.
Embora sua mudança de gênero ainda não tenha sido legalmente finalizada, ela é reconhecida no Parlamento da Baviera como uma mulher.
Tessa Ganserer é casada com Ines Eichmüller e tem dois filhos.